# Anthelix

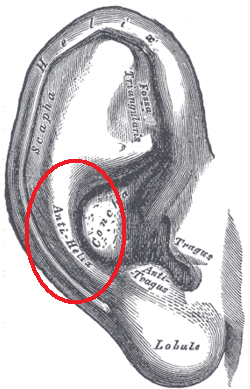
Die Antihelix im menschlichen Ohr, rot eingekreist.

Die Anthelix (Synonyme Ohrwulst, Bogenwulst, Anthelix auriculae; englisch antihelix)  ist eine bogenförmig von unten nach oben verlaufende, mit Haut bedeckte Vorwölbung des Ohrknorpels auf der Vorderseite der Ohrmuschel. Sie verläuft parallel zum Ohrmuschelrand (Helix). Oben verzweigt sie sich in einen hinteren Schenkel (Crus superius anthelicis) und vorderen Schenkel (Crus inferius anthelicis). Zwischen den beiden Schenkeln liegt eine dreieckige Vertiefung der Ohrmuschelvorderseite, die Fossa triangularis. Nach vorn in Richtung Gehörgang befindet sich eine Vertiefung der Ohrmuschel, die vor dem Gehörgangseingang  Cavum conchae und am oberen Ende Cymba conchae genannt wird. Zwischen beiden Vertiefungen liegt eine annähernd horizontal verlaufende, kleine Vorwölbung, die Crus helicis. Die Vertiefung hinter der Anthelix wird Scapha genannt (siehe auch Abschnitt Anatomie im Artikel Ohrmuschel).